# Айтоски партизански отряд
Айтоският партизански отряд е бойно формирование, формирано по време на Сръбско-българската война.
Основна задача на Айтоския партизански отряд е да участва заедно с Бургаския и Ямболския отряд в охраната на границата с Османската империя.
Разформирован е през януари 1886 година.